# Andrés Oller
Andrés Oller Navarro (Sant Adrià de Besòs, 16 ottobre 1929 – Barcellona, 25 aprile 1995) è stato un cestista spagnolo.

## Carriera
Con la Spagna ha disputato i Campionati mondiali del 1950.

## Palmarès
- Copa del Rey: 1

Joventut Badalona: 1953